# Sułkowice

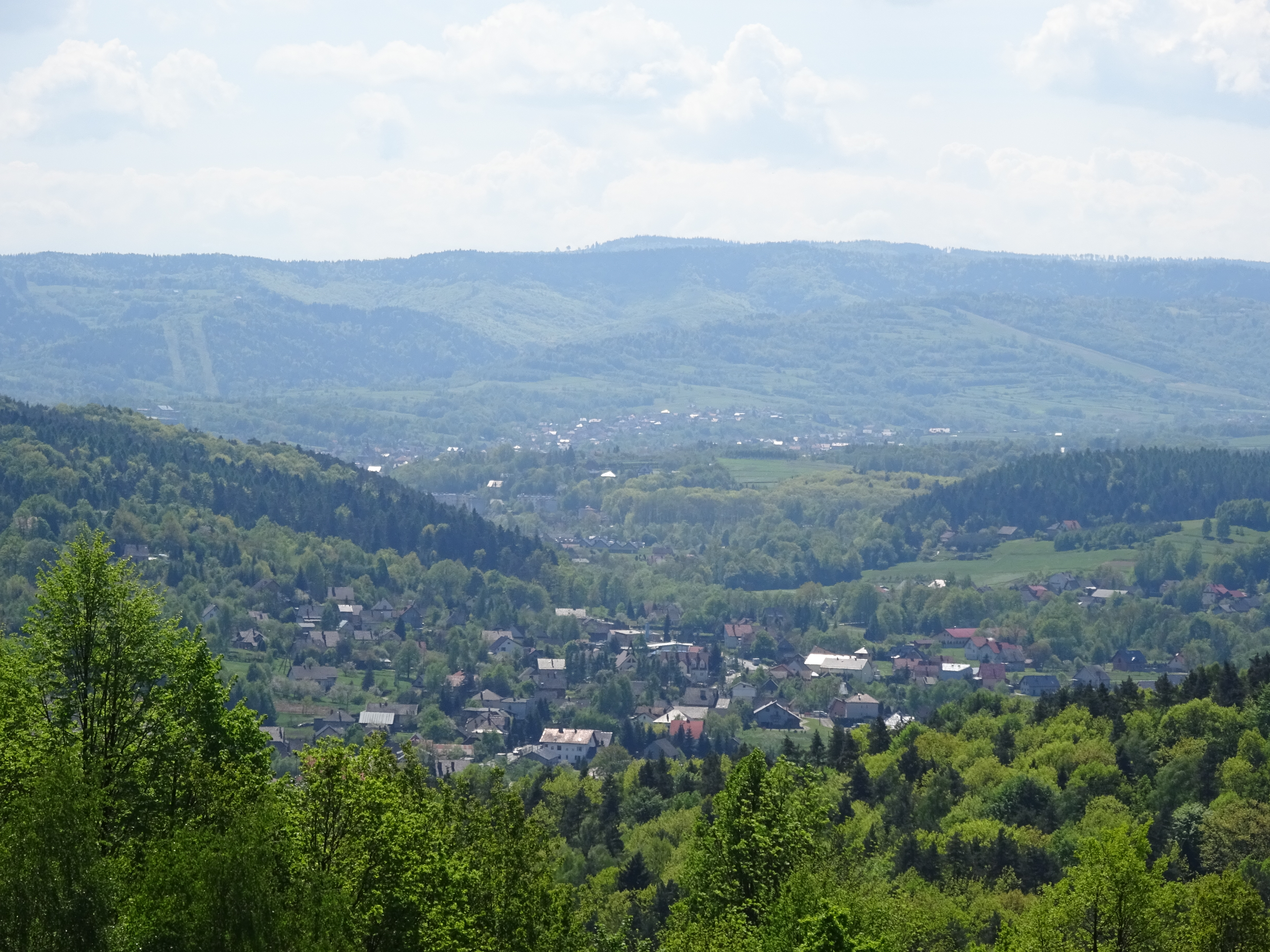
Blick auf Sułkowice mit Inselbeskiden

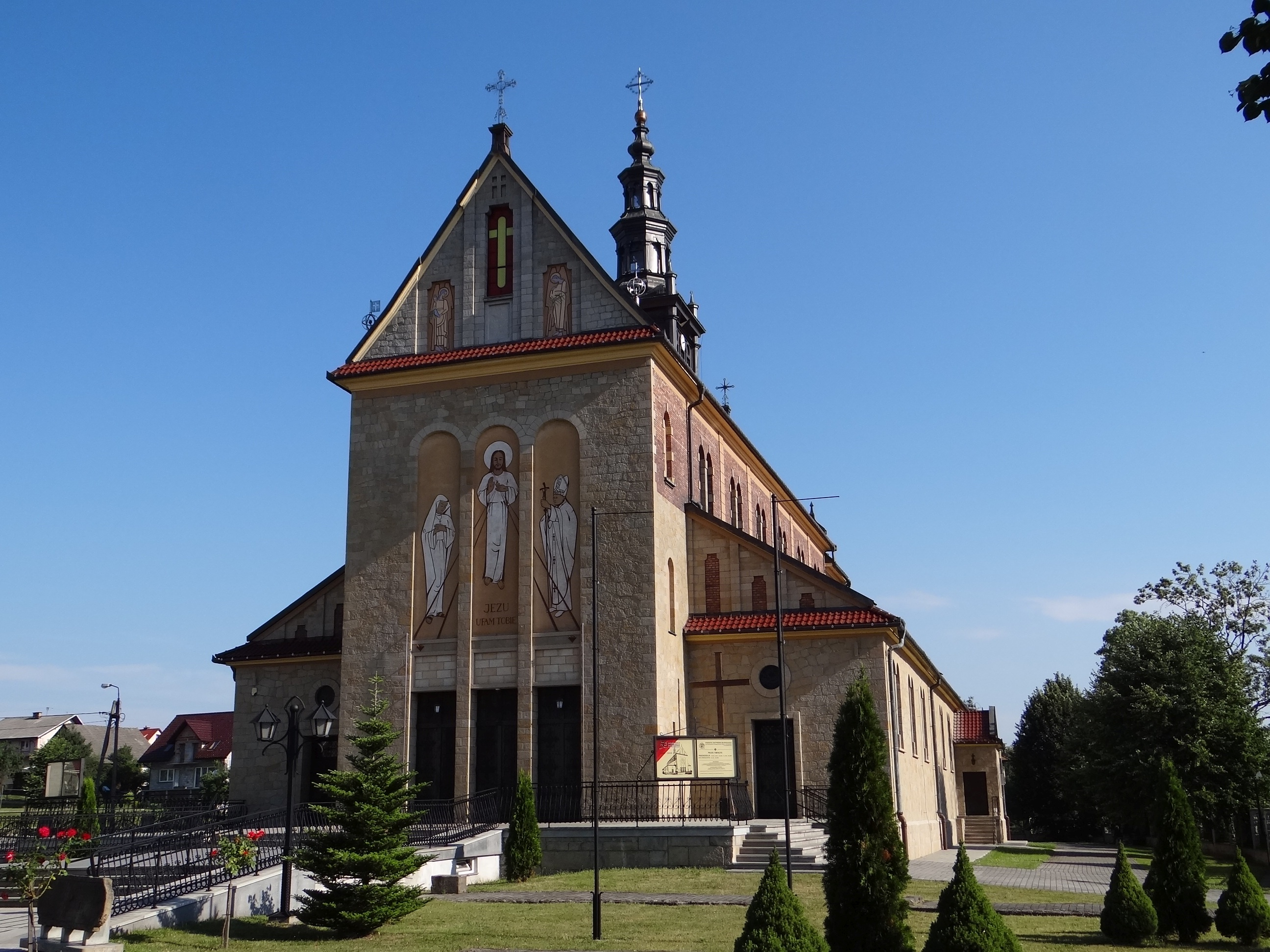
Jesu-Herz-Kirche

Sułkowice ist eine Stadt im Powiat Myślenicki in der Woiwodschaft Kleinpolen in Polen. Sie ist Sitz der gleichnamigen Stadt-und-Land-Gemeinde mit etwa 14.750 Einwohnern.

## Geographie
Sułkowice liegt 27 km südlich von Krakau und hat eine Fläche von 16,46 km². Durch den Ort fließt die Harbutówka.

## Geschichte

### Bis 1939
Die erste urkundliche Erwähnung von Sułkowice stammt aus dem Jahr 1325 aber eine Siedlung muss schon existiert haben da 1326 bereits eine Pfarrei erwähnt wird. Eine erste Bevölkerungszahl stammt aus dem Jahr 1340 und wird mit 150 angegeben.

### 1939 bis heute
Am 4. September 1939 wurde Sułkowice von der Wehrmacht besetzt. Gleich zu Beginn wurden 22 Menschen aus Rudnik hingerichtet, einem Dorf der Gemeinde. In einer Strafaktion wurden 1941 wurden noch einmal 26 Menschen hingerichtet. Im Januar 1945 wurde die Wehrmacht aus Sułkowice vertrieben.
1969 erhielt Sułkowice das Stadtrecht. Von 1975 bis 1998 gehörte die Stadt zur Woiwodschaft Krakau.

## Gemeinde
Die Stadt-und-Land-Gemeinde hat eine Flächenausdehnung von 60,53 km² und etwa 14.750 Einwohner.

### Partnergemeinden
- Ronchamp, Frankreich

## Sehenswürdigkeiten
- Kirche St.Sofia aus dem 17. Jahrhundert
- Kapelle Heilig Kreuz von 1825